# Zaza Gogava
Zaza Gogava (en georgiano:ზაზა გოგავა) (nacido el 14 de julio de 1971) es un general del ejército de Georgia. Es el Jefe de las Fuerzas Armadas de Georgia desde noviembre del año 2006.
Zaza Gogava se graduó en la Universidad Técnica Estatal de Tiflis en 1994 y comenzó su carrera en el grupo de tareas especiales “Omega” de los servicios especiales de Georgia en 1995. Ha participado en diversas unidades contra el terrorismo y subdivisiones de las fuerzas especiales. Entre 1995 y 2002 recibió un mayor entrenamiento en los Estados Unidos. En 2003, Gogava comandó la División Antiterrorista del Centro de Operaciones Especiales y en 2004, la División de Operaciones Especiales de la Policía. Fue nombrado Comandante de la Brigada de Fuerzas Especiales del Ministerio de Defensa de Georgia en 2004 y Jefe de las Fuerzas Armadas de Georgia en noviembre de 2006.
- Datos: Q2327905
- Multimedia: Zaza Gogava / Q2327905